# Obwód radomski
Obwód radomski – jednostka terytorialna Królestwa Polskiego, jeden z 39 wszystkich obwodów tzw. Kongresówki. Wchodził w skład województwa sandomierskiego (1816–1838), a następnie guberni sandomierskiej (1838–1842).
11 października 1842 przemianowany na powiat radomski (dotychczasowy powiat radomski przemianowano natomiast na okręg radomski).

## Podział terytorialny
- powiat kozienicki
- powiat radomski